# Eulophiinae
Eulophiinae – podplemię roślin z rodziny storczykowatych (Orchidaceae). Obejmuje 10 rodzajów. Rośliny te występują w Ameryce Środkowej i Ameryce Południowej, Afryce, Azji oraz Australii.

## Systematyka
Podplemię sklasyfikowane do plemienia Cymbidieae z podrodziny epidendronowych (Epidendroideae) w rodzinie storczykowatych (Orchidaceae), rząd szparagowce (Asparagales) w obrębie roślin jednoliściennych.
Wykaz rodzajów
- Acrolophia Pfitzer
- Cyanaeorchis Barb.Rodr.
- Cymbidiella Rolfe.
- Eulophia R.Br. ex Lindl.
- Eulophiella Rolfe
- Geodorum Jacks.
- Grammangis Rchb.f.
- Imerinaea Schltr.
- Oeceoclades Lindl.
- Paralophia P.J.Cribb & Hermans